# سفارة فيتنام في اليابان
سفارة فيتنام في اليابان هي أرفع تمثيل دبلوماسي لدولة فيتنام لدى اليابان. تقع السفارة في شيبويا وهي تهدف لتعزيز المصالح الفيتنامية في اليابان.

## وصلات خارجية
- الموقع الرسمي
- قائمة سفارات فيتنام
- قائمة السفارات في اليابان